# Тучно (Куявсько-Поморське воєводство)
Тучно (пол. Tuczno) — село в Польщі, у гміні Злотники-Куявські Іновроцлавського повіту Куявсько-Поморського воєводства.
Населення — 1526 осіб (2011).
У 1975-1998 роках село належало до Бидгощського воєводства.

## Демографія
Демографічна структура станом на 31 березня 2011 року:
|          | Загалом | Допрацездатний вік | Працездатний вік | Постпрацездатний вік |
| -------- | ------- | ------------------ | ---------------- | -------------------- |
| Чоловіки | 776     | 151                | 558              | 67                   |
| Жінки    | 750     | 134                | 471              | 145                  |
| Разом    | 1526    | 285                | 1029             | 212                  |